# Оброшинская сельская община
Оброшинская сельская общи́на (укр. Оброшинська сільська громада) — территориальная община во Львовском районе Львовской области Украины.
Административный центр — село Оброшино.
Население составляет 7 631 человек. Площадь — 44,4 км².

## Населённые пункты
В состав общины входит 6 сёла:
- Дибровки
- Конопница
- Оброшино
- Подгайцы
- Пришляки
- Ставчаны